# Loteria wizowa

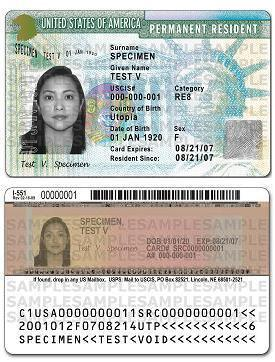
Zielona karta

Loteria wizowa (ang. Diversity Immigrant Visa lub Diversity Visa Program, DV) – amerykański program imigracyjny umożliwiający uzyskanie prawa stałego pobytu w Stanach Zjednoczonych, czyli tzw. „zielonej karty”. Loteria jest organizowana corocznie przez Departament Stanu USA i skierowana dla obywateli państw, z których imigracja do Stanów Zjednoczonych w ciągu ostatnich pięciu lat nie przekroczyła 50 000. Pula wszystkich wiz wynosi 50 000, jednakże żaden kraj nie może przekroczyć 7 procent tej liczby, czyli 3500.

## Historia
W 1990 roku powstała ustawa imigracyjna, wraz z którą Kongres Stanów Zjednoczonych uchwalił program „Wiz dla Imigrantów Różnych Narodowości”, zakładający, że każdego roku będzie się losować 55 000 wiz dla osób pochodzących z państw o niskim wskaźniku imigracji do Stanów Zjednoczonych. Głównym promotorem loterii wizowej był kongresmen Chuck Schumer, od nazwiska którego program bywa nazywany „loterią Schumera”. Pierwsze losowanie odbyło się w 1993 roku.
Program udostępnia pulę maksymalnie 55 000 wiz, jednak uchwalona w 1997 roku Ustawa o Pomocy Nikaragui i Ameryce Centralnej (NACARA) przewiduje, że 5000 z nich będzie corocznie przeznaczanych na program NACARA, więc ogólna liczba wiz wynosi 50 000.
W pierwszej loterii wizowej DV-1995 z programu zostało wykluczonych trzynaście państw: Kanada, Chiny (część kontynentalna), Dominikana, Salwador, Haiti, Indie, Jamajka, Meksyk, Filipiny, Korea Południowa, Tajwan, Wielka Brytania (oprócz Irlandii Północnej) i Wietnam.
Kolejne loterie i kraje, które były z niej wyłączone lub włączone:
- DV-1996: Kolumbia – wyłączona
- DV-1998: Polska – wyłączona
- DV-2002: Polska i Tajwan – włączone, Pakistan – wyłączony
- DV-2004: Timor Wschodni – włączony po raz pierwszy
- DV-2005: Rosja – wyłączona
- DV-2007: Polska – ponownie wyłączona
- DV-2008: Brazylia i Peru – wyłączone, Serbia i Czarnogóra – włączone jako oddzielne państwa
- DV-2009: Ekwador i Gwatemala – wyłączone
- DV-2010: Rosja – włączona, Kosowo – włączone po raz pierwszy
- DV-2013: Polska – ponownie włączona, Bangladesz – wyłączony, Sudan Południowy – włączony po raz pierwszy
- DV-2014: Gwatemala – ponownie włączona
- DV-2015: Nigeria – wyłączona

## Wymagania dotyczące loterii DV
Głównym wymogiem dla uczestników loterii jest obywatelstwo — muszą się urodzić w kraju, który ma pozwolenie na udział. Jeśli uczestnik ma obywatelstwo kraju, który nie ma pozwolenia na udział, może użyć kraju urodzenia swojego małżonka lub jednego z rodziców. Jeśli zostanie wybrany w loterii, aby kwalifikować się do wizy imigracyjnej, wnioskodawca musi ukończyć co najmniej szkołę średnią lub mieć co najmniej dwa lata doświadczenia zawodowego w zawodzie, który wymaga co najmniej dwóch lat szkolenia lub doświadczenia. Muszą również spełniać ogólne wymagania obowiązujące wszystkich imigrantów, głównie związane ze zdrowiem, przeszłością kryminalną i środkami utrzymania. Wnioskodawcy biorą udział w loterii, wypełniając formularz na stronie internetowej Departamentu Stanu, który zawiera dane osobowe i zdjęcie uczestnika zgodne z wymogami Departamentu Stanu.

## Przebieg loterii
Wszystkie kraje, które mają prawo do wzięcia udziału w loterii, są przydzielone do jednego z sześciu regionów geograficznych: Europy, Afryki, Azji, Ameryki Południowej i Środkowej, Ameryki Północnej oraz Oceanii. Każde zgłoszenie jest przydzielane do właściwego regionu i nadawany jest mu numer. Na podstawie tego, ile wiz imigracyjnych otrzymali mieszkańcy poszczególnych krajów, ustalany jest przydział wiz loteryjnych. Tradycyjnie najwięcej przypada ich na Europę i Afrykę (ok. 80%), gdyż pozostałe kontynenty, w szczególności Azja i Ameryka Południowa dominują w innych kategoriach wizowych. Jednakże żaden kraj nie może otrzymać więcej niż 7% z całkowitej puli wiz, czyli 3500.
W loterii może wziąć udział osoba, której kraj znajduje się aktualnie na liście państw kwalifikujących się do programu. Musi ona posiadać minimum wykształcenie średnie lub w ciągu ostatnich pięciu lat przepracować dwa w zawodzie, do wykonywania którego niezbędne są co najmniej dwa lata szkolenia lub praktyk. Zgłoszenia przyjmowane są wyłącznie na stronie loterii, zwykle w październiku lub listopadzie. Jedna osoba może wysłać tylko jedno zgłoszenie, a jeśli wyśle ich więcej, wszystkie zostaną zdyskwalifikowane. Od 2003 r. można je nadsyłać wyłącznie przez Internet. Po zakończeniu przyjmowania zgłoszeń odbywa się komputerowe losowanie, którego wyniki są udostępniane zawsze 1 maja. Samo wylosowanie nie oznacza automatycznego uzyskania zielonej karty. Aby ją otrzymać, trzeba w określonym czasie spełnić szereg wymogów kwalifikacyjnych, m.in. przejść szczegółowe badania medyczne i udowodnić, że nie będzie się obciążeniem dla państwa amerykańskiego. Ponieważ nie wszyscy wyłonieni są w stanie spełnić wymagania lub uregulować potrzebnych formalności – losowanych jest więcej niż 50 000 osób.
Z uwagi na to, że rok podatkowy w USA rozpoczyna się 1 października i kończy 30 września następnego roku, zgłoszenia przyjmowane np. w 2013 r. dotyczą DV-2015. Wynika to z tego, że wylosowane osoby muszą dostać wizę i przybyć do Stanów w roku podatkowym 2015, czyli pomiędzy 1 października 2014 a 30 września 2015 r. Po tym terminie otrzymanie zielonej karty nie jest już możliwe i to pomimo wylosowania.

## Krytyka systemu loteryjnego
Do DV-2010 r. osoby biorące udział w loterii nie mogły w żaden sposób sprawdzić, czy zostały wylosowane. Jedynie zwycięzcy byli powiadamiani listownie. Później wprowadzono specjalne numery, które otrzymuje każda osoba startująca w programie. Dzięki niemu, po ogłoszeniu wyników losowania, można sprawdzić swój status na stronie loterii. Wcześniej brak tych informacji był często krytykowany, ponieważ poczta w wielu krajach rozwijających się lub politycznie niestabilnych była zawodna albo niegodna zaufania.
Loteria spotkała się też z krytyką ze strony tymczasowych, ale legalnie przebywających w Stanach osób, które twierdzą, że często wysoko wykwalifikowani pracownicy przebywają w USA na tymczasowych wizach przez całe lata bez żadnej jasnej ścieżki dostania obywatelstwa, a 50 tys. przypadkowych ludzi z całego świata otrzymuje kartę stałego pobytu, która umożliwia im zdobycie obywatelstwa w ciągu kilku lat.